# 高麗川村
高麗川村（こまがわむら）は、埼玉県入間郡に存在した村。

## 地理
- 現在の日高市の中部に位置し、村の西寄りと北側を高麗川が流れている。高麗川駅を中心にして発展した。
- 現在の上鹿山、中鹿山、下鹿山、鹿山、新堀新田、猿田、野野宮、原宿、田波目、南平沢、北平沢、山根と旭ヶ丘の一部がほぼ旧村域にあたる。

## 歴史
- 1889年（明治22年）4月1日 - 町村制施行により高麗郡鹿山村・上鹿山村・中鹿山村・下鹿山村・新堀新田・猿田村・野野宮村・原宿村・田波目村・平沢村上組・平沢村中組・平沢村下組の区域をもって高麗川村が成立。
- 1896年（明治29年）4月1日 - 入間郡の所属となる。
- 1939年（昭和14年） - 山根村大字葛貫（つづらぬき）の一部を編入し、大字山根を新設。13大字となる。
- 1951年（昭和26年）- 高萩飛行場跡の土地に大字旭ヶ丘が成立、14大字となる。
- 1955年（昭和30年）2月11日 - 高麗村と新設合併し日高町となる。同日高麗川村廃止。

## 交通

### 鉄道
日本国有鉄道
- 八高線・川越線
  - 高麗川駅